# Deck the Halls
Deck the Halls är en julsång till en melodi som har sitt ursprung i Wales i Storbritannien. Vissa kallar sången Deck the Hall. 
Sången finns även med text på svenska som Pryd ditt hus.
Sångens glada melodi har ofta blivit föremål för parodier.

## I populärkultur
Sången ingår i Disneykortfilmen Plutos julgran, i Sverige mest känd som ett av inslagen i Kalle Anka och hans vänner önskar God Jul. 

## Publikation
- Julens önskesångbok, 1997 (på engelska samt på svenska som "Julafton"), under rubriken "Traditionella julsånger".